# Прекопа (Глина)
Прекопа (хорв. Prekopa) — населений пункт у Хорватії, у Сисацько-Мославинській жупанії у складі міста Глина.

## Населення
Населення за даними перепису 2011 року становило 143 осіб.
Динаміка чисельності населення поселення:

## Клімат
Середня річна температура становить 10,79 °C, середня максимальна – 25,50 °C, а середня мінімальна – -6,46 °C. Середня річна кількість опадів – 1001 мм.
| Клімат поселення                              | Клімат поселення | Клімат поселення | Клімат поселення | Клімат поселення | Клімат поселення | Клімат поселення | Клімат поселення | Клімат поселення | Клімат поселення | Клімат поселення | Клімат поселення | Клімат поселення | Клімат поселення |
| Показник                                      | Січ.             | Лют.             | Бер.             | Квіт.            | Трав.            | Черв.            | Лип.             | Серп.            | Вер.             | Жовт.            | Лист.            | Груд.            |                  |
| Середній максимум, °C                         | 6,69             | 8,88             | 13,47            | 17,76            | 22,34            | 25,50            | 25,00            | 24,23            | 20,66            | 15,69            | 9,62             | 5,60             |                  |
| Середня температура, °C                       | 0,12             | 2,30             | 6,88             | 11,18            | 15,77            | 18,92            | 20,57            | 19,79            | 16,26            | 11,27            | 5,19             | 1,19             |                  |
| Середній мінімум, °C                          | −6,46            | −4,26            | 0,33             | 4,62             | 9,20             | 12,36            | 16,16            | 15,39            | 11,83            | 6,85             | 0,78             | −3,23            |                  |
| Норма опадів, мм                              | 62               | 60               | 70               | 82               | 86               | 95               | 88               | 91               | 92               | 96               | 101              | 78               |                  |
| Середньомісячна швидкість вітру, м/с          | 1.63             | 1.80             | 2.20             | 2.10             | 1.90             | 1.80             | 1.70             | 1.60             | 1.58             | 1.60             | 1.70             | 1.70             |                  |
| Середньомісячна сонячна радіація, кДж/м²·день | 4248             | 6998             | 10614            | 15114            | 19344            | 21390            | 22510            | 19531            | 14424            | 8911             | 4741             | 3463             |                  |
| --------------------------------------------- | ---------------- | ---------------- | ---------------- | ---------------- | ---------------- | ---------------- | ---------------- | ---------------- | ---------------- | ---------------- | ---------------- | ---------------- | ---------------- |
| Джерело:                                      |                  |                  |                  |                  |                  |                  |                  |                  |                  |                  |                  |                  |                  |